# Kaszap János
Jobbágyi Kaszap János (Pásztó, 1817. február 16. – Losonc, 1880. január) magyar királyi honvéd-őrnagy, katonai szakíró.

## Életrajza
Kaszap János földbirtokos, Heves megye szolgabírájának fia. Katonai pályáját 1832-ben kezdette meg az 5. tüzérezrednél. 1837-ben mint hadnagyot a magyar királyi testőrséghez nevezték ki. 1844-től főhadnagy volt a 4. Sándor huszárezredben. Az 1848-as események a bécsi equitatióban találták mint lovagló tanárt. Schweidel József őrnagy alatt a magyar miniszterium rendelkezése folytán Magyarországra jött és a horvátok ellen küldték. A pákozdi csata után 1848. október 28-án kilépett ezredétől, majd december 9-én kiképző tiszt lett, december 17-től pedig mint századkapitányt a Hajdúságban szerveződő 17. Bocskai huszárezrednél alakításával és felszerelésével bízták meg.
1849. január 25-től őrnagyi rangban szolgált. Februárban osztályával az Asbóth-hadosztályhoz osztották be, amellyel az áprilisi hadjáratban is részt vett, majd májustól a II. hadtestben szolgált osztályával. Részt vett az isaszegi (1849. április 6.), majd Aulich Lajos alatt a rákosmezei ütközetben, később Budavár bevételével, a zsigárdi, peredi (1849. június 20-21) és Komárom alatti csatákban.
A június 16-i zsigárdi ütközetben a visszavonult magyar sereg megmentése majdnem kizárólag az ő érdeme (ő fedezte a hadtest visszavonulását), amiért a katonai érdemjel 3. osztályával tüntették ki. Július 12-én hadtestével mint a Bocskay-huszárok őrnagya és parancsnoka Komárom védelmére maradt és hasztalan igyekezett a szerencsétleneket kötelességükre visszatéríteni és a haditörvények elleni lázadásukat megmagyarázni, ám az elvakultak nem hallgattak többé a józan okokra, ezért ellentállásuk szeptember 4-én megtizedelésüket vonta maga után.
Kaszap Jánost szeptember 13-án Klapka tábornok ezredessé léptette elő és mint kapituláns hagyta el a várat. Ezt követően penci birtokán gazdálkodott. A kiegyezés után magyar királyi honvédőrnaggyá és az 51. honvédzászlóalj parancsnokává nevezték ki. 1872-ben elbocsátották.

## Munkája
- A parlagi lovas önmaga által gyors kiképzése. Pest, 1865. Tizenöt ábrával.